# إلييل بيرتز
إلييل بيرتز (بالعبرية: אליאל פרץ‏) هو لاعب كرة قدم إسرائيلي في مركز الوسط، ولد في 18 نوفمبر 1996 في بات يام في إسرائيل. لعب مع نادي هبوعيل الخضيرة.

## وصلات خارجية
- إلييل بيرتز على موقع قاعدة بيانات كرة القدم.إي يو (الإنجليزية)
- إلييل بيرتز على موقع Soccerway.com (الإنجليزية)
- إلييل بيرتز على موقع عالم كرة القدم.نت (الإنجليزية)
- إلييل بيرتز على موقع AS.com (الإسبانية)